# Cussy
Cussy é uma comuna francesa na região administrativa da Normandia, no departamento Calvados. Estende-se por uma área de 2,34 km². Em 2010 a comuna tinha 191 habitantes (densidade: 81,6 hab./km²).